# Acantharcturus acutipleon
Acantharcturus acutipleon är en kräftdjursart som beskrevs av Schultz 1981. Acantharcturus acutipleon ingår i släktet Acantharcturus och familjen Antarcturidae. Inga underarter finns listade i Catalogue of Life.